# Giunta regionale del Lazio
La Giunta regionale del Lazio ha sede a Roma, presso il Palazzo della Regione Lazio.
La Giunta regionale è responsabile del potere esecutivo regionale. È formata dal Presidente della Regione e dagli Assessori regionali. Le sue funzioni sono regolate dall'Articolo 121 della Costituzione e dallo Statuto del Lazio. La Giunta regionale ha come funzioni più importanti quella di applicare le Leggi regionali e deliberare i bilanci regionali.

## Composizione

### X Legislatura (2013-2018)
| Nome                   | Carica                     | Competenze/Deleghe                                       | Partito             |
| ---------------------- | -------------------------- | -------------------------------------------------------- | ------------------- |
| Nicola Zingaretti      | Presidente                 |                                                          | Partito Democratico |
| Massimiliano Smeriglio | Vicepresidente e Assessore |                                                          | Indipendente        |
| Alessandra Sartore     | Assessore                  | Programmazione Economica, Bilancio, Demanio e Patrimonio | Partito Democratico |

### XI Legislatura (2018-2023)
La Giunta regionale dell'XI Legislatura è stata così composta:
| Nome                                                     | Carica                     | Competenze/Deleghe | Partito             |
| -------------------------------------------------------- | -------------------------- | --- | ------------------- |
| Nicola Zingaretti (fino al 11 Novembre 2022)             | Presidente                 | Cultura, Sport e Politiche Giovanili | Partito Democratico |
| Massimiliano Smeriglio (fino al 1º luglio 2019)          | Vicepresidente e Assessore | Programmazione Economica, Bilancio, Demanio e Patrimonio, Rapporti Istituzionali, Rapporti con il Consiglio Regionale, Accordi di Programma e Conferenza di Servizi | Indipendente        |
| Daniele Leodori (dal 1º luglio 2019 al 11 Novembre 2022) | Vicepresidente e Assessore | Programmazione Economica, Bilancio, Demanio e Patrimonio, Rapporti Istituzionali, Rapporti con il Consiglio Regionale, Accordi di Programma e Conferenza di Servizi | Partito Democratico |
| Lorenza Bonaccorsi (fino al 16 settembre 2019)           | Assessore                  | Turismo e Pari Opportunità, dal 12 marzo 2021: Cinema e audiovisivo                                                                                                 | Partito Democratico |
| Giovanna Pugliese (dal 16 settembre 2019)                | Assessore                  | Turismo e Pari Opportunità, dal 12 marzo 2021: Cinema e audiovisivo                                                                                                 | Partito Democratico |
| Massimiliano Valeriani                                   | Assessore                  | Politiche Abitative, Urbanistica, Ciclo dei Rifiuti e impianti di trattamento, smaltimento e recupero                                                               | Partito Democratico |
| Gian Paolo Manzella (fino al 12 marzo 2021)              | Assessore                  | Sviluppo Economico, Commercio e Artigianato, Start-Up "Lazio Creativo" e innovazione                                                                                | Partito Democratico |
| Paolo Orneli (dal 12 marzo 2021)                         | Assessore                  | Sviluppo Economico, Commercio e Artigianato, Start-Up "Lazio Creativo" e innovazione                                                                                | Partito Democratico |
| Enrica Onorati                                           | Assessore                  | Agricoltura, Promozione della Filiera e della Cottura del Cibo, Ambiente e Risorse Naturali                                                                         | Partito Democratico |
| Alessio D'Amato                                          | Assessore                  | Sanità e Integrazione Socio-Sanitaria | Partito Democratico |
| Alessandra Sartore (fino al 1º marzo 2021)               | Assessore                  | Programmazione Economica, Bilancio, Demanio e Patrimonio | Partito Democratico |
| Mauro Alessandri                                         | Assessore                  | Lavori Pubblici e Tutela del Territorio, Mobilità | Partito Democratico |
| Alessandra Troncarelli                                   | Assessore                  | Politiche Sociali, Welfare ed Enti Locali | Partito Democratico |
| Claudio Di Berardino                                     | Assessore                  | Scuola e Formazione, Politiche per la ricostruzione, Personale | Liberi e Uguali     |
| Roberta Lombardi (dal 12 marzo 2021)                     | Assessore                  | Transizione Ecologica e Trasformazione Digitale (Ambiente e Risorse Naturali, Energia, Agenda Digitale e Investimenti Verdi)                                        | Movimento 5 Stelle  |
| Valentina Corrado (dal 12 marzo 2021)                    | Assessore                  | Turismo, Enti Locali, Sicurezza Urbana, Polizia Locale e Semplificazione Amministrativa                                                                             | Movimento 5 Stelle  |

### XII Legislatura (2023-)
| Nome                  | Carica                     | Competenze/Deleghe | Partito           |
| --------------------- | -------------------------- | --- | ----------------- |
| Francesco Rocca       | Presidente                 | Servizio Sanitario Regionale, Programmazione sanitaria, Servizi socio-sanitari, Prevenzione sanitaria, Veterinaria, Dipendenze e ludopatia, informatica, sedi istituzionali, cinema, PNRR, fondi europei | Indipendente      |
| Roberta Angelilli     | Vicepresidente e Assessore | Sviluppo economico, Commercio, Artigianato, Industria, Internazionalizzazione | Fratelli d'Italia |
| Fabrizio Ghera        | Assessore                  | Mobilità, Trasporti, Tutela del territorio, Ciclo dei rifiuti, Demanio e Patrimonio | Fratelli d'Italia |
| Massimiliano Maselli  | Assessore                  | Servizi sociali, Disabilità, Terzo settore, Servizi alla persona | Fratelli d'Italia |
| Giancarlo Righini     | Assessore                  | Bilancio, Programmazione economica, Politiche agricole, Caccia e Pesca, Parchi e Foreste | Fratelli d'Italia |
| Elena Palazzo         | Assessore                  | Ambiente, Sport, Cambiamenti climatici, Transizione energetica, Sostenibilità | Fratelli d'Italia |
| Manuela Rinaldi       | Assessore                  | Lavori pubblici, Politiche di ricostruzione, Viabilità, Infrastrutture | Fratelli d'Italia |
| Simona Baldassarre    | Assessore                  | Cultura, Pari opportunità, Politiche giovanili e della Famiglia, Servizio civile | Lega              |
| Pasquale Ciacciarelli | Assessore                  | Politiche abitative, Case popolari, Politiche del mare, Protezione Civile | Lega              |
| Luisa Regimenti       | Assessore                  | Università, Personale, Polizia locale, Enti locali, Sicurezza urbana | Forza Italia      |
| Giuseppe Schiboni     | Assessore                  | Urbanistica, Lavoro, Scuola, Formazione, Ricerca, Merito | Forza Italia      |

## Competenze
La Giunta rappresenta il potere esecutivo regionale. È formata dal Presidente della Giunta e dagli Assessori regionali. Le sue funzioni sono regolate dallo Statuto regionale e dalla Costituzione Italiana. Le funzioni più importanti sono:
- applicare le norme inserite nelle Leggi regionali approvate dal Consiglio;
- predisporre il programma e i piani per l'amministrazione della Regione;
- proporre al Consiglio il Bilancio regionale pluriennale;
- proporre al Consiglio il Bilancio regionale annuale, preventivo e consuntivo.

Alla Giunta spetta anche il compito di coordinare gli uffici regionali (Assessorati), tramite gli Assessori.
La Giunta può fare proposte di Legge regionale al Consiglio regionale.